# Підмаренник восьмилистковий
Підмаренник восьмилистковий (Galium octonarium) — вид рослин з родини маренових (Rubiaceae), поширений у південній і південно-східній та Європі.

## Опис
Багаторічна 30–80(100) см. Стебла голі. Стеблові листки по 8–12 в кільці, дуже вузькі, ниткоподібні, 25–50 мм завдовжки, 0.4–1.2 мм завширшки. Суцвіття волотисте, щиткоподібне, пухке, до 40 см завдовжки і 25 см шириною.

## Поширення
Поширений у південній і південно-східній та Європі.
В Україні вид зростає на степах і кам'янистих схилах, іноді на сухих луках і узліссях — у південній частині Лісостепу і Степу, нерідко; в пн. Криму до передгір'їв.